# Jerzy Stasiuk
Jerzy Stasiuk (ur. 27 stycznia 1938 w Świętochłowicach, zm. 2 września 2000 w Poznaniu) – polski aktor filmowy i teatralny. W 1959 roku ukończył studia na PWST w Krakowie. Występował na scenach teatrów w Sosnowcu, Opolu, Częstochowie, Bydgoszczy, Olsztynie, Kaliszu, Łodzi i Krakowie. 
W latach 1980–1990 i 1995–2000 był aktorem Teatru Nowego w Poznaniu, a w latach 1993–1995 był dyrektorem artystycznym Teatru Polskiego w Poznaniu.
W roku 1999, w wydawnictwie Obserwator, ukazała się książka "Nie byłem Papkinem" autorstwa Piotra Kępińskiego i Andrzeja Sikorskiego będąca zapisem rozmów z aktorem. 
Zmarł w roku 2000 i został pochowany na Cmentarzu Junikowskim w Poznaniu.

## Wybrana filmografia
- 1972: Kopernik
- 1974: Ziemia Obiecana
- 1988: Pogranicze w ogniu − kolejarz, ojciec Pawła (odc. 1 i 2)
- 1995: Maszyna zmian − burmistrz (odc. 1)
- 1996: Poznań 56
- 1997: Boża podszewka